# 161e division d'infanterie (France)
Pour les articles homonymes, voir 161e division d'infanterie.
La 161e division d'infanterie est une division d'infanterie de l'Armée de terre française qui a participé à la Première Guerre mondiale.

## Les chefs de la d'infanterie

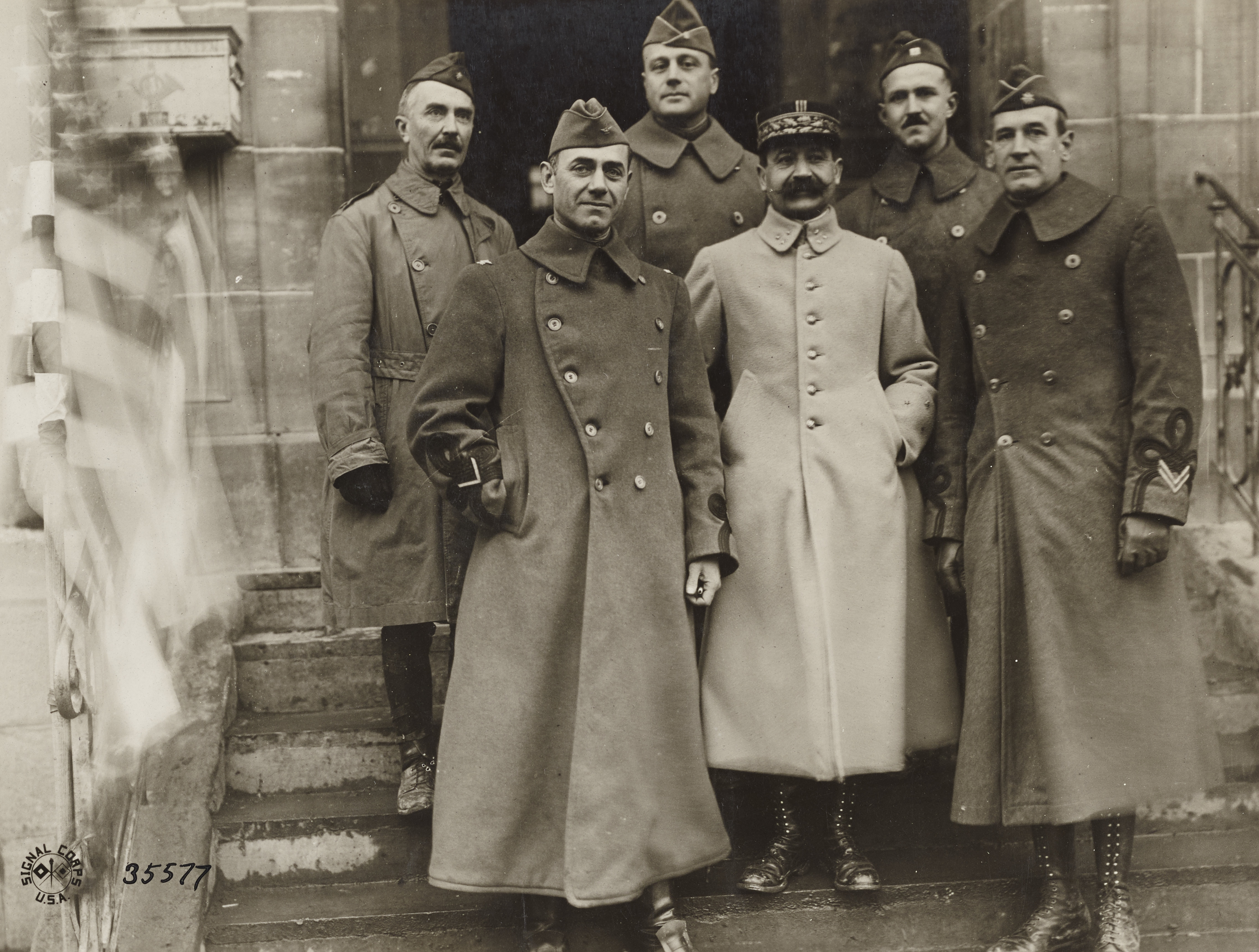
Le général Lebouc et les officiers du américain, décembre 1918.

## Les chefs de la161edivisiond'infanterie
- 18 octobre 1916 - 31 mars 1917 : général Brécard
- 31 mars - 11 décembre 1917 : général de Laguiche
- 11 décembre 1917 - 27 juin 1918 : général Lebouc
- 27 juin 1918 - 9 mai 1919 : général Modelon

## Première Guerre mondiale

### Composition
- Infanterie

163e régiment d'infanterie d'octobre 1916 à novembre 1918
215e régiment d'infanterie d'octobre 1916 à septembre 1918 (dissolution)
253e régiment d'infanterie d'octobre 1916 à septembre 1917 (dissolution)
363e régiment d'infanterie de septembre 1917 à novembre 1918
369e régiment d'infanterie US de juillet à novembre 1918
- Cavalerie

1 escadron du 5e régiment de chasseurs d'Afrique d'octobre 1916 à janvier 1917
1 escadron de janvier à juillet 1917 puis 2 escadrons du 14e régiment de chasseurs à cheval de juillet 1917 à novembre 1918
- Artillerie

1 groupe de 75 du 9e régiment d'artillerie de campagne d'octobre 1916 à juillet 1917
2 groupes de 80 du 57e régiment d'artillerie de campagne d'octobre 1916 à juillet 1917
3 groupes de 75 du 267e régiment d'artillerie de campagne de juillet 1917 à novembre 1918
102e batterie de 58 du 5e régiment d'artillerie de campagne d'octobre 1916 à janvier 1918
101e batterie du 267e régiment d'artillerie de campagne de janvier à novembre 1918
4e groupe de 155c du 315e régiment d'artillerie lourde de janvier à novembre 1918
7e groupe de 155c du 115e régiment d'artillerie lourde novembre 1918
- Génie

1 bataillon du 279e régiment d'infanterie territoriale de juillet 1917 à novembre 1918

### Historique
Constituée le 1er novembre 1916

#### 1916
- 1er novembre – 9 décembre : occupation d'un secteur entre Metzeral et le col de Sainte-Marie.
- 9 – 26 décembre : transport au camp d'Arches ; repos et instruction.
- 26 décembre 1916 – 8 janvier 1917 : mouvement vers la région nord-est de Belfort ; travaux.

#### 1917
- 8 – 11 janvier : transport par V.F. vers Corcieux.
- 11 janvier – 28 juin : occupation d'un secteur entre Metzeral et le col de Sainte-Marie.
- 28 juin – 1er août : mouvement par étapes vers le Thillot, puis, le 17 juillet, vers Rougemont-le-Château et Menoncourt ; instruction. À partir du 25 juillet, transport par V.F. de la région de Belfort dans celle de Château-Thierry.

28 juillet : transport par camions, de Château-Thierry, vers Fismes.
- 1er – 22 août : occupation d'un secteur vers la ferme de la Bovelle et Courtecon : engagements violents.
- 22 août – 19 septembre : retrait du front ; repos et instruction dans la région de Fère-en-Tardenois.
- 19 septembre – 20 octobre : mouvement par étapes vers le front ; puis, le 25 septembre, occupation d'un secteur vers la ferme de la Creute et l'ouest de Cerny-en-Laonnois.
- 20 octobre – 7 novembre : retrait du front et transport par V.F. vers Écouen et Saint-Denis ; repos et instruction.
- 7 – 15 novembre : mouvement par étapes vers la région de Villers-Cotterêts.
- 15 novembre – 19 décembre : mouvement vers le front et occupation d'un secteur vers le bois du Mortier et Quincy-Basse.
- 19 décembre 1917. – 12 janvier 1918 : retrait du front ; repos vers Attichy et Vic-sur-Aisne.

#### 1918

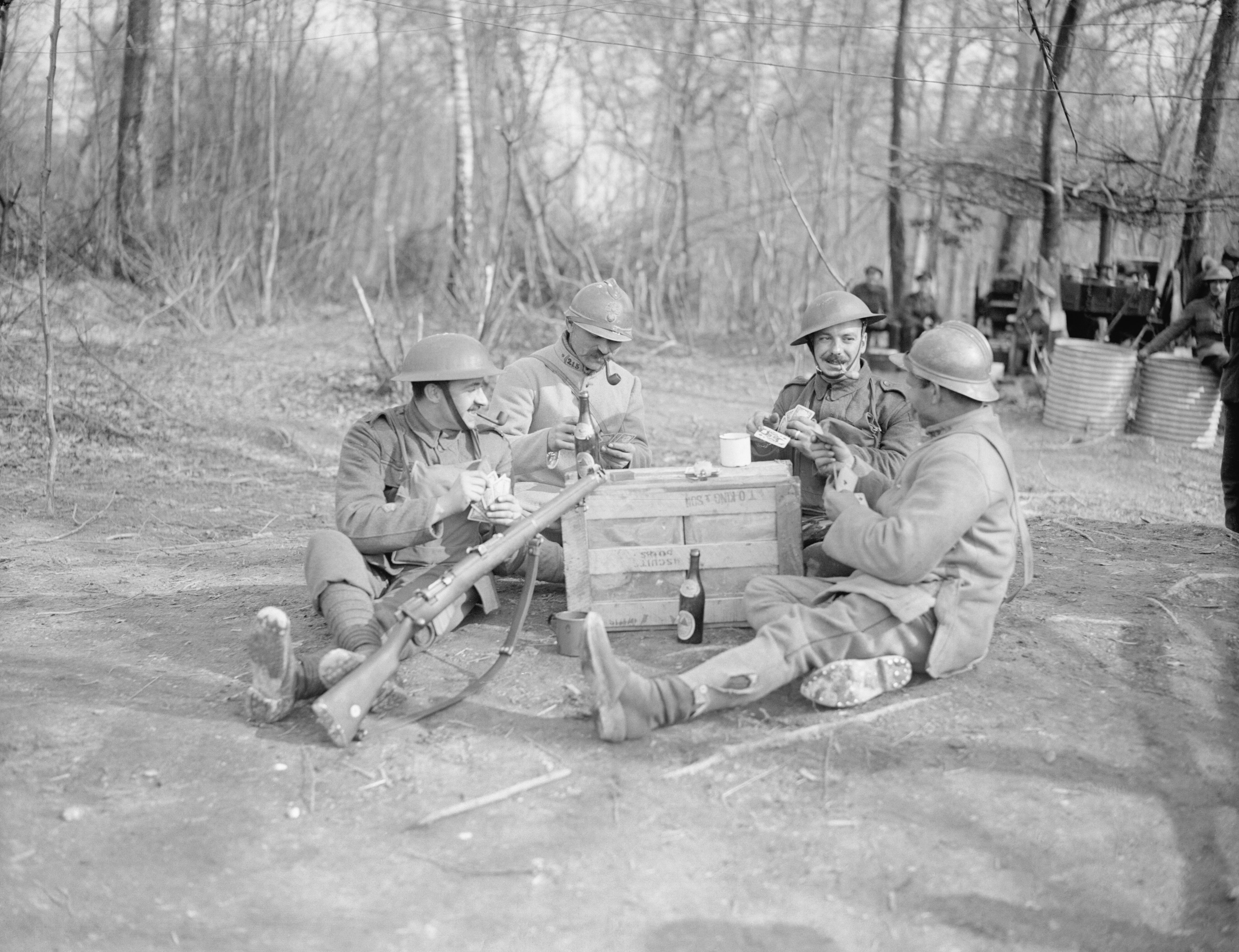
Soldats du avec des soldats britanniques de la britannique en mars 1918.

- 12 janvier – 12 avril : occupation d'un secteur entre Quincy-Basse et Barisis-aux-Bois : fréquentes actions de part et d'autre.

1er avril : extension du front vers le nord, jusqu'à la jonction de l'Oise et du canal de l'Oise à l'Aisne.
6 avril : offensive allemande, arrêtée, le 8, sur l'Ailette, entre Champs et Pont-Saint-Mard.
- 12 – 24 avril : retrait du front ; transport par camions dans la région de Vanault-les-Dames ; à partir du 18 avril, mouvement par étapes vers le front, par Dampierre-le-Château.
- 24 avril – 15 juillet : occupation d'un secteur vers la butte du Mesnil et Maisons de Champagne, étendu à gauche, le 1er juin, jusque vers Tahure : actions locales fréquentes.

1er juillet : secteur déplacé vers la droite, entre la Main de Massiges et les Mamelles.
- 15 juillet – 7 octobre : engagée dans la 4e bataille de Champagne : résistance au choc de l'offensive allemande sur la position principale. À partir du 18 juillet, contre-attaques puis organisation des positions reconquises vers Massiges et le nord-est de Mesnil-les-Hurlus.

16 septembre : front réduit à gauche, jusqu'à l'est de la ferme Beauséjour. À partir du 26 septembre, engagée dans la Bataille de Somme-Py (Bataille de Champagne et d'Argonne) et son exploitation : attaque contre entre la butte du Mesnil et Maisons de Champagne ; conquête des hauteurs au nord de la Dormoise ; puis occupation du signal de Bellevue, de Séchault et de Challerange. Organisation du terrain conquis vers Challerange.
- 7 – 13 octobre : retrait du front et repos vers la ferme Saint-Hilairemont, puis vers Vitry-le-François.
- 13 octobre – 11 novembre : transport par V.F. dans la région de Belfort et repos dans celle de Massevaux ; à partir du 15 octobre, occupation d'un secteur entre Leimbach et Metzeral.Le général Lebouc et la 161e DI en décembre 1918 à Ungersheim.

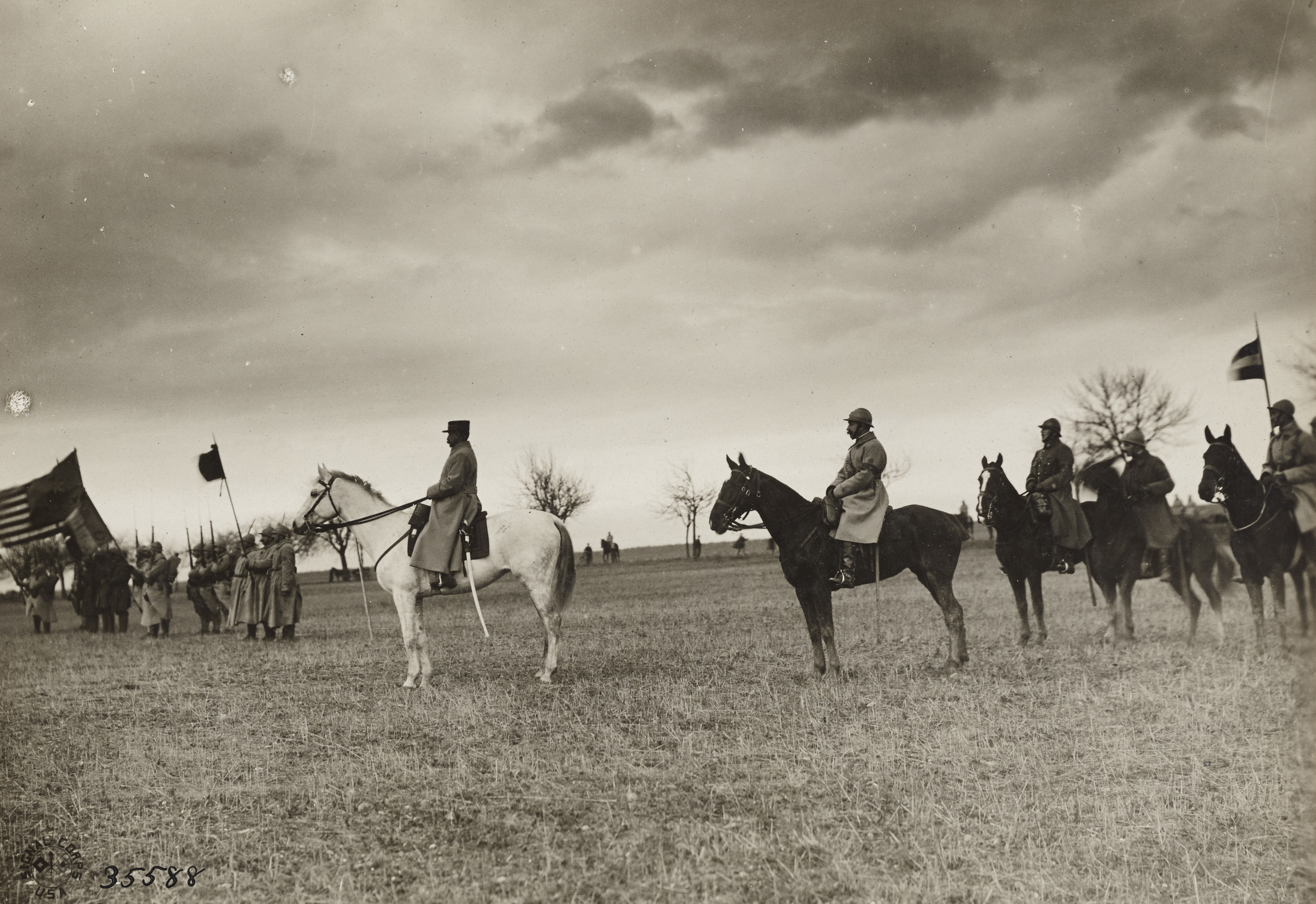
Le général Lebouc et la en décembre 1918 à Ungersheim.

### Rattachements
- Affectation organique : isolée d'octobre 1916 à novembre 1918.

- 3e armée

10 – 18 janvier 1918
- 5e armée

13 avril – 13 octobre 1918
- 6e armée

28 octobre 1917 – 10 janvier 1918
18 janvier – 13 avril 1918
- 7e armée

1er novembre 1916 – 25 juillet 1917
13 octobre – 11 novembre 1918
- 10e armée

25 juillet – 28 octobre 1917